# Nelson (Nueva York)
Nelson es un pueblo ubicado en el condado de Madison en el estado estadounidense de Nueva York. En el año 2000 tenía una población de 1,964 habitantes y una densidad poblacional de 17 personas por km².

## Geografía
Nelson se encuentra ubicado en las coordenadas 42°52′29″N 75°44′53″O / 42.87472, -75.74806.

## Demografía
Según la Oficina del Censo en 2000 los ingresos medios por hogar en la localidad eran de $49,022 y los ingresos medios por familia eran $55,458. Los hombres tenían unos ingresos medios de $37,083 frente a los $24,653 para las mujeres. La renta per cápita para la localidad era de $21,378. Alrededor del 5.1% de la población estaban por debajo del umbral de pobreza.